# Hip hop marroquí
El hip hop marroquí conocido también como Maghreb Rap es un estilo musical vinculado con el rap y con la cultura hip-hop de Marruecos. 

## Características
Parece saldarse sin embargo del rap americano o el rap francés por su localidad, su proximidad de la juventud marroquí para que el rap pase a ser un medio de expresión por excelencia así como por la relativa influencia musical marroquí. 
Durante varios años, este rap no pudo evolucionar mezclándose a otras clases musicales locales como el Chaabi, el raï y otros estilos más occidentales como el soul, el funk, el reggae, hard rock, la música folk, o el jazz, sin embargo, persiste aún una gran resistencia cultural a este movimiento. El rap marroquí confirma progresivamente a su propia personalidad, oscilando entre pretensiones sociopolíticos mensajes positivos para unos o una tentación comercial o incluso festivas para otros.

## Artistas reconocidos
Entre los principales figuras y/o grupos rap: 
- Beny Jr
- Hoba Hoba Spirit
- Ashafar
- ElGrandeToto
- SNOR
- Don Bigg
- Muslim,
- H-Kayne
- Shayfeen
- 7ari
- Sad Jim
- 7liwa
- L'artiste
- Mafia C